# Phelister pusio
Phelister pusio är en skalbaggsart som först beskrevs av Wilhelm Ferdinand Erichson 1847.  Phelister pusio ingår i släktet Phelister och familjen stumpbaggar. Inga underarter finns listade i Catalogue of Life.